# Gymnopilus caerulovirescens
Gymnopilus caerulovirescens là một loài nấm thuộc họ Cortinariaceae.